# Produkt (Wirtschaft)
Unter einem Produkt (oder auch Erzeugnis) wird in der Betriebswirtschaftslehre ein materielles Gut oder eine (immaterielle) Dienstleistung verstanden, die das Ergebnis eines Produktionsprozesses ist. ISO 9000 definiert Produkt als „Ergebnis einer Organisation, das ohne jegliche Transaktion zwischen Organisation und Kunden erzeugt werden kann“.

## Allgemeines
Der Begriff Produkt wird in der Wirtschaftswissenschaft häufig mit dem Begriff Erzeugnis gleichgesetzt. Im betriebswirtschaftlichen Rechnungswesen und in Bilanzen spricht man auch von fertigen und unfertigen Erzeugnissen. Bei Produkten, die ein Unternehmen im Markt anbietet, spricht man auch von Endprodukten bzw. Enderzeugnissen. Aufgrund unterschiedlicher fachlicher Anforderungen und Aufgabenstellungen gibt es in den betriebswirtschaftlichen Disziplinen auch unterschiedliche Produktklassifizierungen, Produkttypen und Produktbeschreibungen.

## Rechtsfragen
Das Produkt ist auch ein Rechtsbegriff, der in § 2 ProdHaftG eine Legaldefinition erhält: „Produkt im Sinne dieses Gesetzes ist jede bewegliche Sache, auch wenn sie einen Teil einer anderen beweglichen Sache oder einer unbeweglichen Sache bildet, sowie Elektrizität.“ Unbewegliche Sachen wie Immobilien sind demnach keine Produkte, sondern möglicherweise ihre Bestandteile. Diese Legaldefinition ist erforderlich, um Produkte der verschuldensunabhängigen Gefährdungshaftung zu unterwerfen, welcher die Hersteller unterliegen. Ein Produkt hat nach § 3 Abs. 1 ProdHaftG einen Fehler, wenn es nicht die Sicherheit bietet, die unter Berücksichtigung aller Umstände, insbesondere
seiner Darbietung, des Gebrauchs, mit dem billigerweise gerechnet werden kann und des Zeitpunkts, in dem es in den Verkehr gebracht wurde, berechtigterweise erwartet werden kann. Als Hersteller gemäß § 4 Abs. 1 ProdHaftG  gilt, wer das Endprodukt, einen Grundstoff oder ein Teilprodukt hergestellt hat oder wer sich durch das Anbringen seines Namens, seiner Marke oder eines anderen unterscheidungskräftigen Kennzeichens als Hersteller ausgibt.

## Produktionswirtschaft
In der Produktionswirtschaft sind Produkte das Ergebnis einer Produktion, unabhängig davon, ob das Unternehmen diese verkaufen oder selbst verwenden möchte (z. B. selbsterzeugte Maschinen eines Maschinenherstellers). Die Agrarproduktion erzeugt Agrarprodukte, die bei geringer Bearbeitung zu den Naturprodukten gehören. Der Produktionsprozess setzt sich aus Input, Produktion und der Ausbringung der Produkte (englisch Output) zusammen. Produkte erfüllen aus Sicht des Unternehmens den wesentlichen Betriebszweck, nach ihrer Herstellung auf dem Markt angeboten zu werden. Aus Sicht des Nachfragers enthalten sie eine Vielzahl von Eigenschaften, die miteinander kombiniert werden und es dem Nachfrager erlauben, ein oder mehrere Bedürfnisse zu befriedigen.
Produkte/Dienstleistungen entstehen durch Forschung und Entwicklung (Produktentwicklung) innerhalb des Produktentstehungsprozesses, dessen Zeitraum bis zur Marktreife englisch Time-to-Market genannt wird. Sie werden auf dem Gütermarkt gehandelt. Dabei befasst sich das Produktmanagement mit der Planung, Steuerung und Kontrolle von Produkten und/oder Dienstleistungen während des Produktlebenszyklus von der Marktreife bis hin zur Produkteliminierung aus dem Markt.
In einer weiter gefassten Definition werden auch unerwünschte Ergebnisse einer Produktion als Produkte bezeichnet, wie etwa Abgase, Abfall oder Ausschuss. Im Produktionsprogramm sind alle Produktarten und -mengen enthalten, die ein Unternehmen herstellen will. Die materiellen Produkte werden von den immateriellen Dienstleistungen unterschieden, die statistisch auch als Produkte eingestuft werden.

## Marketing und Vertrieb
Aus der Perspektive des Nachfragers stellt ein Produkt ein Mittel zur Bedürfnisbefriedigung und somit auch zur Nutzengewinnung dar. In Anlehnung an Philip Kotler (1972) unterscheidet man hierauf aufbauend drei unterschiedliche Produktbegriffe:
- substanzieller Produktbegriff: das Kernprodukt als ein Bündel physisch-technischer Eigenschaften mit dem Ziel der Befriedigung funktionaler Kundenbedürfnisse durch die physischen Merkmale des Produkts.
- erweiterter Produktbegriff: das Produkt wird als ein Leistungspaket gesehen, bestehend aus physischen Produkten und/oder immateriellen Dienstleistungen, mithilfe derer die umfassende Befriedigung funktionaler Kundenbedürfnisse erreicht werden soll.
- generischer Produktbegriff: dieser Begriff umfasst alle materiellen und immateriellen Facetten, aus welchen Kundennutzen resultieren kann; hierbei werden neben dem funktionalen Nutzen auch andere Nutzenkategorien berücksichtigt (z. B. emotionaler oder sozialer Nutzen).

Christian Homburg und Harley Krohmer definieren ein Produkt als ein Bündel von Eigenschaften, welches auf die Schaffung von Kundennutzen abzielt.

## Produkt-/Erzeugnisgliederung
Für ein physisches Produkt wird häufig auch das Wort Erzeugnis synonym verwendet: „Erzeugnisse sind in sich geschlossene, aus einer Anzahl von Gruppen und/oder Teilen bestehende funktionsfähige Gegenstände (z. B. Maschinen, Geräte) als Fertigungs-Endergebnisse“ (DIN 6789). Man spricht auch von Erzeugnisstruktur oder Erzeugnisgliederung, die für die Produktionsplanung und -steuerung und für die Beschaffung und Logistik bekannt sein müssen. Die Erzeugnisstruktur und die benötigten Bestandteile, aus denen sich das Erzeugnis zusammensetzt, werden in Stücklisten oder Rezepturlisten abgebildet. Bei komplexen Erzeugnissen wird die Erzeugnisstruktur entsprechend den Fertigungsstufen auf mehrere Ebenen aufgeteilt und kann so in unterschiedlichen Stücklisten abgebildet werden, was eine bessere Produktionsplanung und -steuerung ermöglicht. Noch nicht gebrauchs- oder funktionsfähige Produkte werden im Gegensatz zum Enderzeugnis auch Zwischenerzeugnisse genannt; in der Fertigungstechnik und in der Hüttentechnik spricht man auch von Halbzeug (oder Halbfabrikat), also ein zwischen Rohstoff oder Grundstoff und Fertigerzeugnis stehendes Produkt, das noch weitere Fertigungsstufen zu durchlaufen hat.
Im Zuge der Industrie 4.0 wird das reale physische Produkt digital abgebildet, was auch als Digitaler Zwilling bezeichnet wird.

## Produktklassifizierungen

### Massenprodukt
Ein Produkt, das nur in großen Stückzahlen oder Mengen, also in Massenproduktion hergestellt wird, bezeichnet man auch als Massenprodukt.

### Serienprodukt
Ein Produkt, dessen verschiedene Varianten in Serienfertigung hergestellt werden oder deren Varianten in mehr oder weniger großen Serienlosgrößen produziert werden, bezeichnet man auch als Serienprodukt.

### Nischenprodukt
Ein Produkt, das nur einen kleinen Teil des Bedarfes im Gesamtmarkt auf dem Nischenmarkt abdeckt, bezeichnet man als Nischenprodukt.

### Individualprodukt
Ein Produkt, das für jeden Kunden oder Auftrag individuell hergestellt wird, bezeichnet man als Individualprodukt (Mass Customization, Klassenmarkt).

### Nebenprodukt
Ein Produkt, das zwangsläufig aus produktionstechnischen Gründen neben einem Hauptprodukt anfällt, heißt Nebenprodukt.

## Produktkomponenten
Ein Produkt setzt sich aus mehreren aufeinander aufbauenden Komponenten zusammen, welche allesamt nutzenstiftend sind:
- Produktkern: bestehend aus den Kerneigenschaften, welche maßgeblich die Funktionalität des Produktes bestimmen. Bei einem Auto zählen zum Beispiel der Motor oder die Reifen zum Produktkern – ein Auto ohne Räder hat für den Verbraucher keinen Nutzen respektive ist kein Auto.
- Zusatzeigenschaften: Eigenschaften, die Nutzen generieren, der nicht in der Kern(gebrauchs)funktion des Produktes begründet liegt. Im Beispiel des Autos ist etwa an einer Klimaanlage oder ein Autoradio zu denken. Auf diese könnte man verzichten, ohne den Kernnutzen des Autos – die Fahrt von A nach B – zu schmälern.
- Verpackung/Gestaltung des berührbaren Umfeldes: Schutz des Produktes, leichte Handhabbarkeit, Sicherstellung des Produkttransports, Kaufbeeinflussung etc. Für ein Auto können etwa Garageneinstellplätze oder Schutzplanen sowie die Lackierung und Farbgebung, das verwendete Material und dergleichen als Beispiele aufgeführt werden.
- Basisdienstleistungen: solche Dienstleistungen, welche der Kunde beim Kauf des Produktes vom Anbieter erwartet. Beispielsweise wird ein Autokäufer von seinem Anbieter Beratung hinsichtlich des Fahrzeugs oder in Bezug auf mögliche Vertragsmodelle – Kauf oder Leasing – nutzen wollen.
- Zusatzdienstleistungen: auch als „Value Added Services“ bezeichnet, sind Dienstleistungen, die dem Kunden einen zusätzlichen Nutzen bringen, jedoch für ihn keine Kaufvoraussetzung darstellen. Beispiel: Reinigung des Autos anlässlich einer Inspektion.

## Produkttypen
Produkte lassen sich allgemein typologisieren, beispielsweise nach Kriterien wie Materialität der Leistung, Träger des Bedarfs oder Nutzungsdauer:
- Sachgüter
  - Konsumgüter
    - Verbrauchsgüter
    - Gebrauchsgüter

  - Industriegüter
    - Produkte im Produktgeschäft
    - Produkte im Anlagengeschäft
    - Produkte im Systemgeschäft
    - Produkte im Zuliefergeschäft
- Dienstleistungen
  - Konsumtive Dienstleistungen
    - kontinuierlich erstellte Dienstleistungen im Rahmen einer Mitgliedschaft
    - kontinuierlich erstellte Dienstleistungen ohne formale Beziehung
    - gelegentlich erstellte Dienstleistungen im Rahmen einer Mitgliedschaft
    - gelegentlich erstellte Dienstleistungen ohne formale Beziehung

  - Investive Dienstleistungen
    - industrielle Dienstleistungen
    - rein investive Dienstleistungen.

Auch bei Dienstleistungen als immaterielle Produkte ist es üblich geworden, von Produkten zu sprechen. Das trifft insbesondere auf das Finanzwesen zu, wo von Finanzprodukten die Rede ist.

## Produktbeschreibung
Die Beschreibung eines Produkts hängt zum einen von dem Produkttyp und der Anzahl der Produktkomponenten ab, zum anderen aber auch von der fachlichen Aufgabenstellung, die verfolgt wird. Aufgrund der zunehmenden Produktvielfalt und -individualisierung sowie der Globalisierung (viele Märkte, verschiedene Klimazonen, unterschiedliche Gesetze, mehrere Sprachen) hat der Umfang und die Komplexität der Produktbeschreibung stark zugenommen.

### Technische Produktbeschreibung
Aus technischer Sicht wird ein Produkt vor allem durch geometrische Angaben in Form von einer technischen Zeichnung oder durch CAD-Daten (technische Daten) beschrieben. Neben den Geometriedaten werden – je nach Produkt – auch Angaben zum eingesetzten Rohmaterial, zur Materialgüte, zu physikalischen Eigenschaften oder zur chemischen Zusammensetzung benötigt. Auch Angaben funktionaler Eigenschaften, wie insbesondere bei elektronischen Steuergeräten oder bei Software, gehören zur technischen Produktbeschreibung.
(s. a. Erzeugnis (Technik))

### Kaufmännische Produktbeschreibung
Aus kaufmännischer Sicht muss ein Produkt durch eine eindeutige Identnummer beschrieben werden; man spricht in diesem Zusammenhang auch von der Produktdefinition, die mit Hilfe einer bestimmten Nummerung umgesetzt wird. Bei einfachen Produkten ist die Identnummer häufig eine rein identifizierende Erzeugnisnummer. Bei Produkten mit wenigen Varianten wird diese Erzeugnismmumer oft um eine klassifizierende (sprechende) Nummer ergänzt, wobei für jede unterschiedliche Produkteigenschaft jeweils eine zusätzliche 'Nummer' benötigt wird. Beispiel: in einem Katalog wird eine ganz bestimmtes Kleid unter einer ganz bestimmten Artikelnummer angeboten, der Kunde muss jedoch zusätzlich die Kleidergröße und die Farbe aussuchen bzw. angeben. Diese Art der Produktbeschreibung hat jedoch Grenzen, wenn das Produkt sehr viele unterschiedliche Eigenschaften aufweisen kann. Besonders variantenreiche Produkte werden durch eine Vielzahl von Merkmalen beschrieben, die lose oder in bestimmter Weise geordnet sein können. Geordnete Merkmale, die den Anforderungen einer idealen booleschen Mengenalgebra entsprechen, nennt man auch Optionen, wobei Basis-Optionen die grundlegenden Merkmale eines Produktes und Zusatz-Optionen die weiteren Ausstattungs-Merkmale beschreiben. Für die Beschreibung von variantenreiche Produkte gibt es im Internet zahlreiche Produktkonfiguratoren, die den Kunden unterstützen, seine gewünschte Produktvariante zu konfigurieren. Dies ist bei komplexen technischen Produkten oftmals nicht einfach, da diverse Abhängigkeiten zwischen den auszuwählenden Eigenschaften zu berücksichtigen sind. So können bei einem bestimmten Fahrzeug oftmals nicht alle Motoren mit allen Getrieben kombiniert werden, und für die zulässigen Motor-Getriebe-Kombinationen können nicht alle Reifengrößen ausgewählt werden usw. usf.
Die Produktnummer bildet die Referenz zur Stückliste, in der die Bauteile aufgeführt werden, aus denen das jeweilige Produkt besteht. Diese teilbezogenen Informationen sind insbesondere für den Nachweis der Produktqualität, Produktsicherheit sowie der Produkthaftung erforderlich, aber auch für die Produktion und Beschaffung der benötigten Bauteile wichtig.

### Gebrauchsbezogene Produktbeschreibung
Die Bedienung eines technischen Produktes wird in einer Gebrauchsanleitung beschrieben, damit der Käufer dieses Produkt ordnungsgemäß und sicher bedienen kann. Die Aushändigung einer Gebrauchsanleitung zusammen mit dem Produkt ist in Deutschland gesetzlich geregelt und gehört im Rahmen der Produkthaftung zur Instruktionspflicht des Herstellers.

### Wartungs- und reparaturbezogene Produktbeschreibung
Für langlebige technische Produkte und Anlagen werden vom Hersteller Unterlagen zur Wartung, Reparatur und technischen Überprüfung des Erzeugnisses erstellt. Diese sind i. d. R. nur für technisch geschultes Personal gedacht, da zudem dafür häufig spezielle Reparaturwerkzeuge und Ersatzteile benötigt werden. So versorgen die Automobilhersteller ihre Vertragswerkstätten (Kfz-Werkstatt) mit entsprechenden Reparaturleitfäden, Wartungstabellen oder Instandsetzungbroschüren, damit die Fahrzeuge nach Herstellervorschrift gewartet (siehe Wartung) und repariert (siehe Reparatur) werden können.

### Marketingorientierte Produktbeschreibung
Um ein Produkt verkaufen zu können, wird im Marketing eine Produktbeschreibung erstellt, die besonders die potentiellen Kunden (Kundengruppen) anspricht und die vor allem die Vorzüge des jeweiligen Produktes hervorhebt.